# 李增枝墓
李增枝墓，是位于中国安徽省合肥市肥东县白龙镇神塘梗村的一个明代古墓葬，2008年入选第四批肥东县文物保护单位。
李增枝墓是明朝开国功臣李文忠之子李增枝和他妻子郝氏的合葬墓，现存较高的墓丘和一通高约1.6—1.7米的墓碑，其后人多生活在肥东一带，文化大革命时期墓葬在这些后代的保护下免遭损毁。墓旁建有奉祀李文忠、李增枝的都督支祠堂。